# ريبيكا أغاثا أرمور
ريبيكا أغاثا أرمور (بالإنجليزية: Rebecca Agatha Armour)‏ (25 أكتوبر 1845، فريدريكتون في كندا - 24 أبريل 1891، فريدريكتون في كندا)؛ روائية أمريكية.